# Kępina (powiat płocki)
Kępina – wieś w Polsce położona w województwie mazowieckim, w powiecie płockim, w gminie Gąbin.
W skład sołectwa Kępina wchodzi także wieś Plebanka.
W latach 1975–1998 miejscowość należała administracyjnie do województwa płockiego.